# Wahlen 2019
◄◄ | ◄ | 2015 | 2016 | 2017 | 2018 | Wahlen 2019 | 2020 | 2021 | 2022 | 2023 | ►

Weitere Ereignisse
Die unten aufgeführten Wahlen fanden im Jahr 2019 statt. Die Liste erhebt keinen Anspruch auf Vollständigkeit.
Ein Teil der aufgeführten Wahlen wurde nicht nach international anerkannten demokratischen Standards durchgeführt. Einige waren Scheinwahlen; es gab auch Wahlbetrug. Oft hatten nicht alle konkurrierenden Kandidaten oder Parteien gleichrangigen Zugang zu den Massenmedien des Landes. Die Pressefreiheit ist in vielen Ländern der Erde eingeschränkt (siehe auch Rangliste der Pressefreiheit).

## Termine
| Land                               | Datum             | Wahl 2019 | letzte Wahl                                 | Bemerkung                                               |
| ---------------------------------- | ----------------- | --- | ------------------------------------------- | ------------------------------------------------------- |
| El Salvador                        | 3. Feb.           | Präsidentschaftswahl in El Salvador                                                                                    |                                             |                                                         |
| Italien                            | 10. Feb.          | Regionalwahl in den Abruzzen                                                                                           | 2014                                        |                                                         |
| Schweiz                            | 10. Feb.          | Volksabstimmungen in der Schweiz 2019                                                                                  | Liste der eidgenössischen Volksabstimmungen | [ 2 ]                                                   |
| Nigeria                            | 23. Feb.          | Parlamentswahl und Präsidentschaftswahl in Nigeria                                                                     |                                             |                                                         |
| Italien                            | 24. Feb.          | Regionalwahl in Sardinien                                                                                              | 2014                                        | [ 3 ]                                                   |
| Kuba                               | 24. Feb.          | Verfassungsreferendum in Kuba                                                                                          |                                             |                                                         |
| Moldau                             | 24. Feb.          | Parlamentswahl in der Republik Moldau                                                                                  | 2014                                        |                                                         |
| Senegal                            | 24. Feb.          | Präsidentschaftswahl in Senegal                                                                                        |                                             |                                                         |
| Britische Jungferninseln           | 25. Feb.          | Wahlen auf den Britischen Jungferninseln                                                                               |                                             |                                                         |
| Estland                            | 3. März           | Parlamentswahl in Estland                                                                                              | 2015                                        |                                                         |
| Föderierte Staaten von Mikronesien | 5. März           | Parlamentswahl in den Föderierten Staaten von Mikronesien                                                              |                                             |                                                         |
| Nigeria                            | 9. März           | Teil 2 der Wahlen in Nigeria                                                                                           |                                             |                                                         |
| Guinea-Bissau                      | 10. März          | Parlamentswahl in Guinea-Bissau                                                                                        | 2014                                        | [ 4 ]                                                   |
| Nordkorea                          | 10. März          | Parlamentswahl in Nordkorea                                                                                            | 2014                                        | nachrichten.at, nau.ch                                  |
| Österreich                         | 10. März          | Gemeindevertretungs- und Bürgermeisterwahlen in Salzburg                                                               | 2014                                        | salzburg.gv.at                                          |
| Slowakei                           | 16. März          | Präsidentschaftswahl in der Slowakei                                                                                   | 2014                                        |                                                         |
| Niederlande                        | 20. März          | Provinzwahlen in den Niederlanden                                                                                      |                                             |                                                         |
| Australien                         | 23. März          | Parlamentswahl in New South Wales                                                                                      |                                             |                                                         |
| Italien                            | 24. März          | Regionalwahl in Basilikata                                                                                             | 2013                                        |                                                         |
| Österreich                         | 24. März          | Stichwahlen der Gemeindevertretungs- und Bürgermeisterwahlen in Salzburg                                               | 2014                                        | salzburg.gv.at                                          |
| Schweiz                            | 24. März          | Kantonale Wahlen (Parlament und Regierung) im Kanton Zürich                                                            |                                             | wahlen-abstimmungen.zh.ch                               |
| Komoren                            | 24. März          | Präsidentschaftswahl auf den Komoren                                                                                   |                                             | [ 5 ] [ 6 ] [ 7 ]                                       |
| Thailand                           | 24. März          | Parlamentswahl in Thailand                                                                                             | 2014                                        | [ 8 ]                                                   |
| Slowakei                           | 30. März          | Stichwahl der Präsidentschaftswahl in der Slowakei                                                                     | 2014                                        |                                                         |
| Türkei                             | 31. März          | Kommunalwahl in der Türkei                                                                                             | 2014                                        |                                                         |
| Ukraine                            | 31. März          | Präsidentschaftswahl in der Ukraine                                                                                    | 2014                                        |                                                         |
| Salomonen                          | 3. April          | Parlamentswahl auf den Salomonen                                                                                       |                                             |                                                         |
| Malediven                          | 6. April          | Parlamentswahl auf den Malediven                                                                                       |                                             |                                                         |
| Andorra                            | 7. April          | Parlamentswahl in Andorra                                                                                              | 2015                                        |                                                         |
| Japan                              | 7. April          | erster Teil der Präfektur- und Kommunalwahlen in Japan                                                                 | 2015                                        |                                                         |
| Israel                             | 9. April          | Parlamentswahl in Israel                                                                                               | 2015                                        |                                                         |
| Belize                             | 10. April         | Referendum in Belize                                                                                                   |                                             | [ 9 ] [ 10 ]                                            |
| Indien                             | 11. April–19. Mai | Parlamentswahl in Indien in sieben Phasen (11.4, 18.4., 23.4., 29.4., 6.5., 12.5., 19.5.)                              | 2014                                        | [ 11 ] [ 12 ] [ 13 ]                                    |
| Finnland                           | 14. April         | Parlamentswahl in Finnland                                                                                             | 2015                                        |                                                         |
| Indonesien                         | 17. April         | Präsidentschaftswahl in Indonesien und Parlamentswahl                                                                  | 2014                                        |                                                         |
| Ägypten                            | 19.–22. April     | Verfassungsreferendum in Ägypten                                                                                       |                                             | [ 14 ] [ 15 ] [ 16 ]                                    |
| Japan                              | 21. April         | zweiter Teil der Präfektur- und Kommunalwahlen in Japan                                                                | 2015                                        |                                                         |
| Nordmazedonien                     | 21. April         | Präsidentschaftswahl in Nordmazedonien                                                                                 |                                             |                                                         |
| Ukraine                            | 21. April         | Stichwahl der Präsidentschaftswahl in der Ukraine                                                                      | 2014                                        |                                                         |
| Benin                              | 28. April         | Parlamentswahl in Benin                                                                                                |                                             |                                                         |
| Spanien                            | 28. April         | Parlamentswahl in Spanien                                                                                              | 2016                                        |                                                         |
| Spanien                            | 28. April         | Parlamentswahl in der Valencianischen Gemeinschaft                                                                     |                                             |                                                         |
| Vereinigtes Königreich             | 2. Mai            | Kommunalwahlen im Vereinigten Königreich                                                                               |                                             |                                                         |
| Nordmazedonien                     | 5. Mai            | Stichwahl der Präsidentschaftswahl in Nordmazedonien                                                                   |                                             |                                                         |
| Panama                             | 5. Mai            | Präsidentschafts- und Parlamentswahl in Panama                                                                         | 2014                                        |                                                         |
| Südafrika                          | 8. Mai            | Wahlen in Südafrika | 2014                                        | dtoday.de                                               |
| Litauen                            | 12. Mai           | Präsidentschaftswahl in Litauen                                                                                        | 2014                                        |                                                         |
| Philippinen                        | 13. Mai           | Parlamentswahl auf den Philippinen                                                                                     | 2016                                        |                                                         |
| Australien                         | 18. Mai           | Parlamentswahl in Australien                                                                                           | 2016                                        |                                                         |
| Schweiz                            | 19. Mai           | Volksabstimmungen in der Schweiz 2019                                                                                  | Liste der eidgenössischen Volksabstimmungen | [ 18 ]                                                  |
| Malawi                             | 21. Mai           | Wahlen in Malawi (Parlament, Präsident, Lokal)                                                                         |                                             | [ 19 ] [ 20 ]                                           |
| Europäische Union                  | 23.–26. Mai       | Europawahl Wahlen in den einzelnen Ländern im Überblick                                                                | 2014                                        |                                                         |
| Irland                             | 24. Mai           | Verfassungsreferendum in Irland                                                                                        |                                             | [ 21 ] [ 22 ]                                           |
| Belgien                            | 26. Mai           | Parlamentswahl in Belgien                                                                                              | 2014                                        |                                                         |
| Deutschland                        | 26. Mai           | Bürgerschaftswahl in Bremen                                                                                            | 2015                                        |                                                         |
| Deutschland                        | 26. Mai           | Hamburger Bezirksversammlungswahlen                                                                                    | 2014                                        |                                                         |
| Deutschland                        | 26. Mai           | Kommunalwahlen in Baden-Württemberg                                                                                    | 2014                                        |                                                         |
| Deutschland                        | 26. Mai           | Kommunalwahlen in Brandenburg                                                                                          | 2014                                        |                                                         |
| Deutschland                        | 26. Mai           | Kommunalwahlen in Mecklenburg-Vorpommern                                                                               | 2014                                        |                                                         |
| Deutschland                        | 26. Mai           | Kommunalwahlen in Rheinland-Pfalz                                                                                      | 2014                                        |                                                         |
| Deutschland                        | 26. Mai           | Kommunalwahlen im Saarland                                                                                             | 2014                                        |                                                         |
| Deutschland                        | 26. Mai           | Kommunalwahlen in Sachsen                                                                                              | 2014                                        |                                                         |
| Deutschland                        | 26. Mai           | Kommunalwahlen in Sachsen-Anhalt                                                                                       | 2014                                        |                                                         |
| Deutschland                        | 26. Mai           | Kommunalwahlen in Thüringen                                                                                            | 2014                                        |                                                         |
| Deutschland                        | 26. Mai           | Oberbürgermeisterwahl in Rostock, Wiesbaden und Wilhelmshaven, sowie 14 Landratswahlen                                 |                                             | [ 23 ]                                                  |
| Italien                            | 26. Mai           | Kommunalwahlen in Italien                                                                                              | 2018                                        |                                                         |
| Italien                            | 26. Mai           | Regionalwahl im Piemont                                                                                                | 2014                                        |                                                         |
| Litauen                            | 26. Mai           | Stichwahl der Präsidentschaftswahl in Litauen                                                                          | 2014                                        |                                                         |
| Rumänien                           | 26. Mai           | Referendum zur Justizreform in Rumänien                                                                                |                                             | [ 24 ] [ 25 ]                                           |
| Spanien                            | 26. Mai           | Regional- und Kommunalwahlen in Spanien                                                                                | 2015                                        |                                                         |
| Madagaskar                         | 27. Mai           | Parlamentswahl in Madagaskar                                                                                           |                                             | [ 26 ] [ 27 ]                                           |
| Lettland                           | 29. Mai           | Präsidentschaftswahl in Lettland                                                                                       | 2015                                        |                                                         |
| Dänemark                           | 5. Juni           | Parlamentswahl in Dänemark                                                                                             | 2015                                        |                                                         |
| Deutschland                        | 9. Juni           | Stichwahl der Oberbürgermeisterwahl in Saarbrücken                                                                     |                                             | [ 28 ] [ 29 ]                                           |
| Kasachstan                         | 9. Juni           | Präsidentschaftswahl in Kasachstan                                                                                     | 2015                                        | [ 30 ] [ 31 ] [ 32 ]                                    |
| Deutschland                        | 16. Juni          | Stichwahl der Oberbürgermeisterwahl in Görlitz, Kandel, Rostock und Wiesbaden                                          |                                             | [ 33 ] [ 34 ] [ 35 ] [ 36 ] [ 37 ] [ 38 ] [ 39 ] [ 40 ] |
| Guatemala                          | 16. Juni          | Präsidentschafts- und Parlamentswahl                                                                                   | 2015                                        | [ 41 ] [ 42 ]                                           |
| Mauretanien                        | 22. Juni          | Präsidentschaftswahl in Mauretanien                                                                                    |                                             | [ 43 ]                                                  |
| Türkei                             | 23. Juni          | Wiederholung der Oberbürgermeisterwahl in Istanbul                                                                     |                                             |                                                         |
| Albanien                           | 30. Juni          | Kommunalwahlen in Albanien                                                                                             | 2015                                        |                                                         |
| Uruguay                            | 30. Juni          | Vorwahlen zur Präsidentschaftswahl in Uruguay                                                                          | 2014                                        |                                                         |
| Griechenland                       | 7. Juli           | Parlamentswahl in Griechenland                                                                                         | 2015                                        | [ 44 ]                                                  |
| Ukraine                            | 21. Juli          | Parlamentswahl in der Ukraine                                                                                          | 2014                                        | orf.at                                                  |
| Japan                              | 21. Juli          | Senatswahl in Japan | 2016                                        |                                                         |
| Guatemala                          | 11. Aug.          | Stichwahl zur Präsidentschaftswahl in Guatemala                                                                        | 2015                                        | [ 45 ]                                                  |
| Nauru                              | 24. Aug.          | Parlamentswahl in Nauru                                                                                                |                                             |                                                         |
| Färöer                             | 31. Aug.          | Løgtingswahl | 2015                                        |                                                         |
| Deutschland                        | 1. Sep.           | Landtagswahl in Brandenburg                                                                                            | 2014                                        |                                                         |
| Deutschland                        | 1. Sep.           | Landtagswahl in Sachsen                                                                                                | 2014                                        |                                                         |
| Russland                           | 8. Sep.           | Kommunalwahlen in Russland                                                                                             |                                             | [ 46 ] [ 47 ]                                           |
| Tuvalu                             | 9. Sep.           | Parlamentswahl in Tuvalu                                                                                               | 2015                                        |                                                         |
| Tunesien                           | 15. Sep.          | Präsidentschaftswahl in Tunesien                                                                                       | 2014                                        | [ 48 ]                                                  |
| Israel                             | 17. Sep.          | Parlamentswahl in Israel                                                                                               | April 2019                                  |                                                         |
| Demokratische Republik Kongo       | 22. Sep.          | Kommunalwahlen in der Demokratischen Republik Kongo                                                                    |                                             |                                                         |
| Afghanistan                        | 28. Sep.          | Präsidentschaftswahl und Kommunalwahlen in Afghanistan                                                                 |                                             | [ 49 ]                                                  |
| Österreich                         | 29. Sep.          | Nationalratswahl in Österreich                                                                                         | 2017                                        | orf.at                                                  |
| Kosovo                             | 6. Okt.           | Parlamentswahl im Kosovo                                                                                               | 2017                                        | [ 50 ] [ 51 ] [ 52 ] [ 53 ] [ 54 ] [ 55 ]               |
| Portugal                           | 6. Okt.           | Parlamentswahl in Portugal                                                                                             | 2015                                        |                                                         |
| Tunesien                           | 6. Okt.           | Parlamentswahl in Tunesien                                                                                             | 2014                                        |                                                         |
| Deutschland                        | 13. Okt.          | Oberbürgermeisterwahl Halle (Saale)                                                                                    |                                             | [ 56 ]                                                  |
| Österreich                         | 13. Okt.          | Landtagswahl in Vorarlberg                                                                                             | 2014                                        | [ 57 ]                                                  |
| Polen                              | 13. Okt.          | Parlamentswahl in Polen                                                                                                | 2015                                        | [ 58 ]                                                  |
| Tunesien                           | 13. Okt.          | Stichwahl der Präsidentschaftswahl in Tunesien                                                                         | 2014                                        | [ 59 ]                                                  |
| Ungarn                             | 13. Okt.          | Kommunalwahlen in Ungarn                                                                                               |                                             | [ 60 ]                                                  |
| Mosambik                           | 15. Okt.          | Präsidentschaftswahl, Parlamentswahl und Provinzwahlen in Mosambik                                                     |                                             | [ 61 ] [ 62 ]                                           |
| Gibraltar                          | 17. Okt.          | Parlamentswahl in Gibraltar                                                                                            |                                             | [ 63 ] [ 64 ] [ 65 ] [ 66 ] [ 67 ] [ 68 ]               |
| Bolivien                           | 20. Okt.          | Präsidentschafts- und Parlamentswahl in Bolivien                                                                       | 2014                                        |                                                         |
| Schweiz                            | 20. Okt.          | Schweizer Parlamentswahl                                                                                               | 2015                                        |                                                         |
| Kanada                             | 21. Okt.          | Kanadische Unterhauswahl                                                                                               | 2015                                        |                                                         |
| Botswana                           | 23. Okt.          | Parlamentswahl in Botswana                                                                                             |                                             | [ 69 ]                                                  |
| Argentinien                        | 27. Okt.          | Präsidentschafts- und Parlamentswahlen in Argentinien                                                                  | 2015                                        | [ 70 ]                                                  |
| Deutschland                        | 27. Okt.          | Stichwahl der Oberbürgermeisterwahl Halle (Saale)                                                                      | 2012                                        | [ 71 ]                                                  |
| Deutschland                        | 27. Okt.          | Oberbürgermeisterwahl in Hannover                                                                                      | 2013                                        |                                                         |
| Deutschland                        | 27. Okt.          | Oberbürgermeisterwahl in Kiel                                                                                          | 2014                                        | [ 72 ] [ 73 ] [ 74 ]                                    |
| Deutschland                        | 27. Okt.          | Oberbürgermeisterwahl in Mainz                                                                                         |                                             |                                                         |
| Deutschland                        | 27. Okt.          | Landtagswahl in Thüringen                                                                                              | 2014                                        | thueringer-allgemeine.de                                |
| Italien                            | 27. Okt.          | Regionalwahl in Umbrien                                                                                                | 2015                                        | [ 75 ] [ 76 ] [ 77 ]                                    |
| Uruguay                            | 27. Okt.          | Präsidentschafts- und Parlamentswahl in Uruguay                                                                        | 2014                                        |                                                         |
| Vereinigte Staaten                 | 5. Nov.           | Gouverneurswahlen in Kentucky, Mississippi und Virginia Staatsparlamentswahlen in Kentucky, Mississippi und New Jersey |                                             | [ 78 ] [ 79 ]                                           |
| Deutschland                        | 10. Nov.          | Stichwahl der Oberbürgermeisterwahl in Hannover                                                                        | 2013                                        | [ 80 ] [ 81 ] [ 82 ]                                    |
| Deutschland                        | 10. Nov.          | Stichwahl der Oberbürgermeisterwahl in Mainz                                                                           |                                             | [ 83 ]                                                  |
| Spanien                            | 10. Nov.          | Neuwahl des Spanischen Parlamentes November 2019                                                                       | April 2019                                  |                                                         |
| Rumänien                           | 10. Nov.          | Präsidentschaftswahl in Rumänien                                                                                       | 2014                                        |                                                         |
| Sri Lanka                          | 16. Nov.          | Präsidentschaftswahl in Sri Lanka                                                                                      | 2015                                        |                                                         |
| Vereinigte Staaten                 | 16. Nov.          | Wahlen in Louisiana |                                             |                                                         |
| Belarus                            | 17. Nov.          | Parlamentswahl in Weißrussland                                                                                         | 2016                                        |                                                         |
| Marshallinseln                     | 18. Nov.          | Parlamentswahl auf den Marshallinseln                                                                                  | 2015                                        |                                                         |
| Papua-Neuguinea                    | 23. Nov.-7. Dez.  | Unabhängigkeitsreferendum in Bougainville                                                                              |                                             |                                                         |
| Guinea-Bissau                      | 24. Nov.          | Präsidentschaftswahl in Guinea-Bissau                                                                                  | 2014                                        | [ 84 ]                                                  |
| Hongkong                           | 24. Nov.          | Kommunalwahlen in Hongkong                                                                                             |                                             | [ 85 ] [ 86 ] [ 87 ] [ 88 ]                             |
| Österreich                         | 24. Nov.          | Landtagswahl in der Steiermark                                                                                         | 2015                                        |                                                         |
| Rumänien                           | 24. Nov.          | Stichwahl der Präsidentschaftswahl in Rumänien                                                                         | 2014                                        |                                                         |
| Uruguay                            | 24. Nov.          | Stichwahl der Präsidentschaftswahl in Uruguay                                                                          | 2014                                        | [ 89 ] [ 90 ] [ 91 ]                                    |
| Namibia                            | 27. Nov.          | Parlamentswahl und Präsidentschaftswahl in Namibia                                                                     | 2014                                        |                                                         |
| Madagaskar                         | 27. Nov.          | Kommunalwahlen in Madagaskar                                                                                           |                                             | [ 92 ]                                                  |
| Somaliland                         | 30. Nov.          | Parlamentswahl in Somaliland                                                                                           |                                             | [ 93 ] [ 94 ] [ 95 ] [ 96 ] [ 97 ]                      |
| Dominica                           | 6. Dez.           | Parlamentswahl in Dominica                                                                                             | 2014                                        |                                                         |
| San Marino                         | 8. Dez.           | Parlamentswahl in San Marino                                                                                           | 2016                                        |                                                         |
| Schweiz                            | 11. Dez.          | Gesamterneuerungswahlen des Bundesrates der Schweiz                                                                    | 2015                                        |                                                         |
| Algerien                           | 12. Dez.          | Präsidentschaftswahl in Algerien                                                                                       |                                             | [ 98 ] [ 99 ]                                           |
| Vereinigtes Königreich             | 12. Dez.          | Britische Unterhauswahl                                                                                                | 2017                                        |                                                         |
| Kroatien                           | 22. Dez.          | Präsidentschaftswahl in Kroatien                                                                                       | 2014/15                                     |                                                         |
| Guinea-Bissau                      | 29. Dez.          | Stichwahl der Präsidentschaftswahl in Guinea-Bissau                                                                    |                                             |                                                         |

### Wahlen zu mehreren Terminen
| Staat       | Staat   | Wahl/Abstimmung                     | Kategorie                    |
| ----------- | ------- | ----------------------------------- | ---------------------------- |
| Deutschland | Sachsen | Bürgermeisterwahlen in Sachsen 2019 | Bürgermeisterwahl in Sachsen |